# De streken van Djonaha

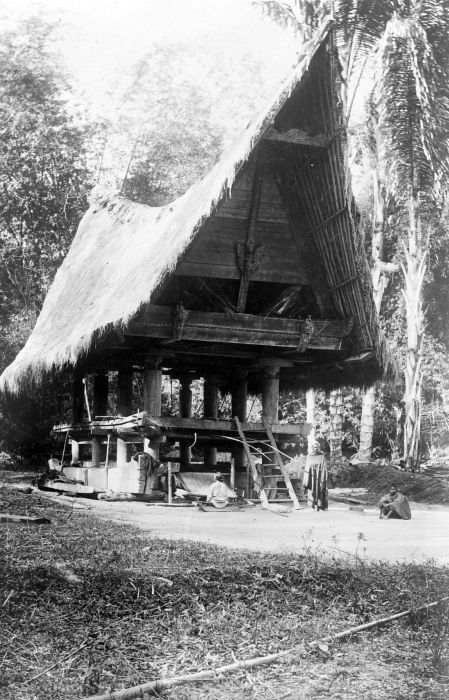
Wevende vrouw voor sopo, Wereldmuseum Amsterdam

De streken van Djonaha is een volksverhaal uit Indonesië.

## Het verhaal
Het dorpshoofd van Padang-matogoe gaat naar Djonaha en vindt hem in de sopo. Djonaha is nog tweehonderd bitsang schuldig en moet dit voor de volgende ochtend betalen. Het dorpshoofd wil eten en de moeder van Djonaha maakt een maaltijd. Na de maaltijd klaagt het dorpshoofd dat er geen vlees was. Djonaha zegt dat hij te arm is om varkens of kippen te houden. De volgende dag laat Djonaha zijn moeder zes kippen slachten, ze moeten gebraden worden in potscherven. Ze moeten met de scherven op gevlochten onderleggers geserveerd worden. Djonaha gaat naar de sopo en zegt dat hij vogels gaat schieten.
Een dienaar van het dorpshoofd gaat mee en ze ontdekken neushoornvogels. Djonaha mikt met zijn blaasroer en roept dat hij naar het huis van zijn moeder moet gaan. De bediende denkt dat het om een wonderblaasroer gaat en Djonaha mikt nog op vijf andere vogels. Na de maaltijd vraagt het dorpshoofd om de tweehonderd bitsang of de blaasroer. Djonaha vertelt dat de wind nooit in het wapen mag blazen en er mag geen vlieg over lopen, dan is de toverkracht verdwenen. Enkele dagen later gaat het dorpshoofd met de blaasroer naar het bos en mikt op een vogel. Als hij thuiskomt, hoort hij dat er geen vogels gekomen zijn. Als het dorpshoofd zich beklaagd, vertelt Djonaha dat er waarschijnlijk een vlieg over gelopen is. Djonaha weigert de kapotte blaasroer terug te nemen.

## Achtergronden bij het verhaal
- Het is een verhaal van de Toba-Bataks op het eiland Sumatra.
- De Bataks verwijzen naar zichzelf nooit met de term Batak, dit is een scheldwoord. Ze gebruiken marga (clan) om verschillende families aan te duiden.
- De Bataks hebben een eigen taal, er zijn drie verschillende tongvallen (Toba, Dairi en Mandailing).
- Dr. Herman Neubronner van der Tuuk heeft in 1849 van het Bijbelgenootschap de opdracht gekregen om de Bataklanden te bestuderen. Er zijn drie bundels met verhalen in verschillende tongvallen verschenen.
- Djonaha wordt wel de Tijl Uilenspiegel van de Bataks genoemd, zie ook Nasreddin Hodja (ook wel Djha of Djoha)